# Liste des comtes de Meulan

## Comtes de Meulan
- Hugues de Meulan, vicomte de Meulan

- 1005-1069 : Galéran Ier (†1068), vicomte puis 1er comte de Meulan avant 1015, fils du précédent
marié à Ode

- 1069-1077 : Hugues Ier († 1080), fils du précédent, entre dans les ordres en 1077

- 1077-1081 : Adeline de Meulan († 1081), sœur du précédent
mariée vers 1045 à Roger Ier de Beaumont († 1094), vicomte du Roumois et seigneur de Beaumont. Chargé de la protection de la Normandie pendant la conquête de l'Angleterre.

- 1081-1118 : Robert Ier de Meulan († 1118), comte de Meulan et comte de Leicester
marié à Elisabeth de Vermandois (1085 – 1131), dame d'Elbeuf, fille de Hugues Ier et d'Adélaïde de Vermandois

- 1118-1166 : Galéran II (1104 – 1166), fils du précédent
marié à Agnès de Montfort (1123 – 1181), fille d'Amaury III, comte de Montfort-l'Amaury et d'Agnès de Garlande

- Vers 1142-1204 : Robert II de Meulan († 1204), fils du précédent
marié à Mathilde de Cornouailles

- 1182-1191 : Galéran III († 1191), fils du précédent, co-comte
marié à Marguerite de Fougères

Les comtes de Meulan étant des fidèles partisans du roi d'Angleterre, Philippe II Auguste confisque le comté en 1204. Il est rattaché au domaine royal, et constitué en douaire puis en apanage royal.
Les comtes de Meulan de la famille de Beaumont se servent dans leurs armes d'un échiqueté dérivé de l'échiqueté de Vermandois, semble-t-il le premier emblème utilisé à la naissance des armoiries, qui est porté par sept familles au XIIIe siècle et qui affiche la fierté d'appartenir à un lignage qui, par l'intermédiaire d'Adélaïde de Vermandois épouse de Hugues Ier de Vermandois, est d'ascendance carolingienne,.
- en 1474, Louis XI donne à son conseiller Olivier De Neckere le surnom d'Olivier Le Daim et lui concède le titre de comte de Meulan (il fut aussi seigneur de Pont-Saint-Pierre, Noyon-sur-Andelle et Radepont ; pendu en 1484 sous Charles VIII).

## Vicomtes de Meulan
- Thévin, vicomte de Meulan (Teduinus vicecomes, Tedevuini vicomitis), vers 1030, il avait cessé de vivre en 1072. Il était cousin de Dreux II, comte de Vexin [3],[4].
- Gautier Payen, deuxième vicomte de Meulan en 1082 (Walterius prænomine Paganus, Teduini filius et vicomes castri Mellentis)[3].
- Gautier II Hait, troisième vicomte de Meulan apparait en 1120 (Gauterius Hait vicomes e Mollan en 1135)[3].
- Basle, fille de Gautier II porte l'héritage à Hugues IV, vicomtes de Mantes, vers 1165[3].
- Amauri, vicomtes de Meulan en 1183, fils du précédent; à partir de 1193, Amauri s'intitule vicomte de Mézy, anticipant la suppression du titre politique de vicomte de Meulan[3].

## Sources
- (fr) Pierre Bauduin, La Première Normandie (Xe – XIe siècles), Caen, Presses Universitaires de Caen, 2004, 474 p. [détail des éditions] (ISBN 2-84133-145-8)
- (de) Detlev Schwennicke, Europäische Stammtafeln, vol. III.4, 1983, p. 700